# James J. Hurtak
James Joachim Hurtak (* 1940 in den Vereinigten Staaten) ist ein US-amerikanischer Esoteriker und Autor.

## Biografie
James J. Hurtak absolvierte ein Studium der Sozialwissenschaften und Linguistik an der University of California.
Hurtak hat 15 Bücher geschrieben, die in mehrere Sprachen übersetzt wurden. Bekannt geworden sind u. a. Das Buch des Wissens: Die Schlüssel des Enoch und Gelassenheit in bewegten Zeiten, welches er in Zusammenarbeit mit dem Pseudowissenschaftler Russell Targ verfasste. Hurtak verbindet in seinen Werken pseudowissenschaftliche Ideen von Biologie, Physik, Anthropologie, Ägyptologie und Religionswissenschaften mit Esoterik und Ufologie und hat beispielsweise zu Fernwahrnehmung publiziert.
In Das Buch des Wissens: Die Schlüssel des Enoch und Gelassenheit in bewegten Zeiten beschreibt Hurtak von einer höheren Intelligenz namens Enoch kontaktiert worden zu sein, die ihm 64 sogenannte Keys offenbarte. Die Keys sollen den Sinn des Lebens beschreiben und der Menschheit einen Aufstieg in höhere Seelenwelten ermöglichen. Laut Hurtak müssen Menschen ihre DNA rekodieren, um in eine höhere Entwicklungsstufe aufzusteigen. Das Buch weist unter anderem islamfeindliche Elemente auf und bezeichnet beispielsweise Kaaba in Mekka als spirituelles schwarzes Loch, da sich Muslime durch das zirklische Umkreisen des Kaabas weigern würden in eine höhere Entwicklungsstufe aufzusteigen, wodurch sie sich schließlich zu einer genetisch niedrig entwickelteren Rasse entwickeln würden.
Hurtaks computeranimierten Filme behandeln esoterische Themen der New Age Bewegung, wie beispielsweise der Film Merkabah: Voyage of a Star Seed (1998). Er tritt außerdem regelmäßig als Experte in pseudowissenschaftlichen Ufologie Dokumentationen auf.
Hurtak ist Gründer und Präsident der „Academy for Future Science“. Er war Referent an der „Plenary Session, Dialogue of Civilizations“ der Vereinten Nationen (Jan. 2001), am UN-Weltgipfel für nachhaltige Entwicklung (WSSD, August 2002) in Johannesburg sowie am RIO+20 Umweltgipfel der UNO, 2013 in Rio de Janeiro.
Er lebt mit seiner Frau Desiree Hurtak in Kalifornien.

## Filmografie
- 1998: UFO – Geheimnisse des 3. Reiches (als Experte)
- 1998: Merkabah: Voyage of a Star Seed (Drehbuch)
- 2008: The Search for the Crystal Skulls (Drehbuch)
- 2012: Solar Revolution (Drehbuch)
- 2012: Voices of the Amazon and Beyond (Drehbuch)
- 2018: Calling All Earthlings (als Experte)

## Werke (Auswahl)
- The Face on Mars. The Evidence of a Lost Martian Civilization. Sun Books, Macmillan 1986, ISBN 978-0-7251-0513-6.
- Das Buch des Wissens: Die Schlüssel des Enoch. Eine Lehre auf Sieben Ebenen. Academy For Future Science, 2001, ISBN 978-3-9520031-0-7.
- The End of Suffering – Fearless Living in Troubled Times. Hampton Roads Publishing, 2006, ISBN 1-57174-468-1.
- Gelassenheit in bewegten Zeiten. Arbor-Verlag, 2008, ISBN 978-3-936855-69-2.